# Бирмингем, Джордж
Джордж А. Бирмингем (литературный псевдоним Джеймса Оуэна Хэннея) (англ. George A. Birmingham; 16 июля 1865,  Белфаст — 2 февраля 1950, Лондон) — ирландский писатель
, эссеист, драматург,  автор многих криминальных романов, англиканский священнослужитель.

## Биография
Получил в 1883 по 1884 годах образование в Методистском колледже Белфаста. Окончил Тринити-колледж в Дублине. В 1889 году был рукоположен в англиканские священники Ирландской церкви. С 1892 по 1913 год исполнял обязанности ректора Уэстпорта в графстве Мейо. С 1905 года был членом Синода церквей Ирландии, позже священник Англиканской церкви. После службы капелланом при вице-короле Ирландии в 1922 году присоединился к команде британского посла в Будапеште, был назначен викарием церкви Святой Троицы в лондонском пригороде Кенсингтон, где служил с 1934 года до своей смерти в 1950 году.
Кроме службы, начал заниматься литературным творчеством. Дебютировал довольно поздно в 1905 году, издав роман "The Seething Pot".
Автор шестьдесяти одного романа, двух пьес и двадцати восьми научно-популярных произведений. Многие из его романов с «юмором» изображают конфликты между католическими националистами и протестантскими юнионистами в Ирландии.

## Избранные произведения
- The Seething Pot (1905)
- Hyacinth (1906)
- Benedict Kavanagh (1907)
- The Northern Iron (1907)
- The Bad Times (1908)
- Spanish Gold (1908)
- The Search Party (1909)
- Lalage's Lovers (1911)
- The Major's Niece (1911)
- The Simpkins Plot (1911)
- The Inviolable Sanctuary (1911)
- Priscilla's Spies; The Red Hand of Ulster (1912)
- Do (1913)
- General John Regan: A Play in Three Acts (1913)
- The Adventures of Dr. Whitty (1913)
- Connaught to Chicago  (1914) [also printed as From Dublin to Chicago]
- The Lost Tribes (1914)
- Gossamer (1915)
- Minnie's Bishop and Other Stories (1915)
- The Island Mystery (1918)
- Our Casualty (1919)
- Up the Rebels! (1919)
- Inisheeny (1920)
- Good Conduct (1920)
- Lady Bountiful (1921)
- The Lost Lawyer (1921)
- The Great-Grandmother (1922)
- A Public Scandal (1922)
- Fed Up (1923)
- Found Money (1923)
- King Tommy (1923)
- Send for Dr Grady (1923)
- The Grand Duchess (1924)
- Bindon Parva (1925)
- The Gun-Runners (1925)
- Goodly Pearls (1926)
- The Smuggler's Cave (1926)
- Lady of the Abbey (1926)
- Now You Tell One: Stories of Irish Wit & Humour (1927)
- Fidgets (1927)
- Ships and Sealing Wax (1927)
- Elizabeth and the Archdeacon (1928)
- The Runaways (1928)
- The Major's Candlesticks (1929)
- Murder Most Foul! (1929)
- The Hymn Tune Mystery (1930)
- Wild Justice (1930)
- The Silver-Gilt Standard (1932)
- Angel's Adventure (1933)
- Two Fools (1934)
- Love or Money (1935)
- Millicent's Corner (1935)
- Daphne's Fishing (1937)
- Mrs. Miller's Aunt (1937)
- Magilligan Strand (1938)
- Appeasement (1939)
- Miss Maitland's Spy (1940)
- The Search for Susie (1941)
- Over the Border (1942)
- Poor Sir Edward (1943)
- Lieutenant Commander (1944)
- Good Intentions (1945)
- The Piccadilly Lady (1946)
- Golden Apple (1947)
- A Sea Battle (1948)
- Laura's Bishop (1949)
- Two Scamps (1950)